# Orenburg

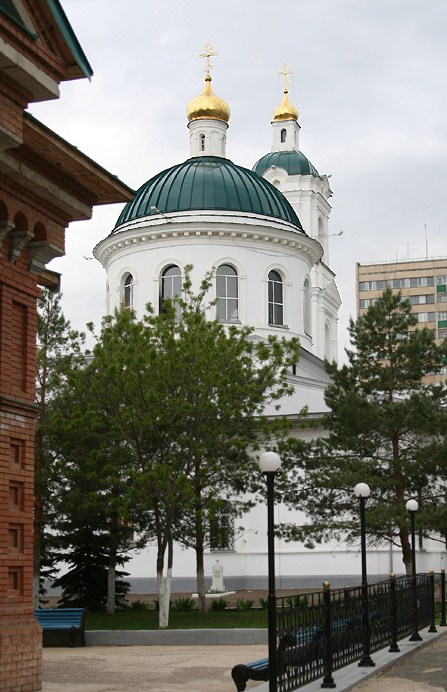
Catedral Nikolski

Orenburg - Оренбург (rus), literalment 'la fortalesa d'or' - és una ciutat de Rússia i la capital de l'óblast d'Orenburg, al Districte Federal del Volga. Es troba a la vora del riu Ural, a 1.468 km al sud de Moscou.

## Història

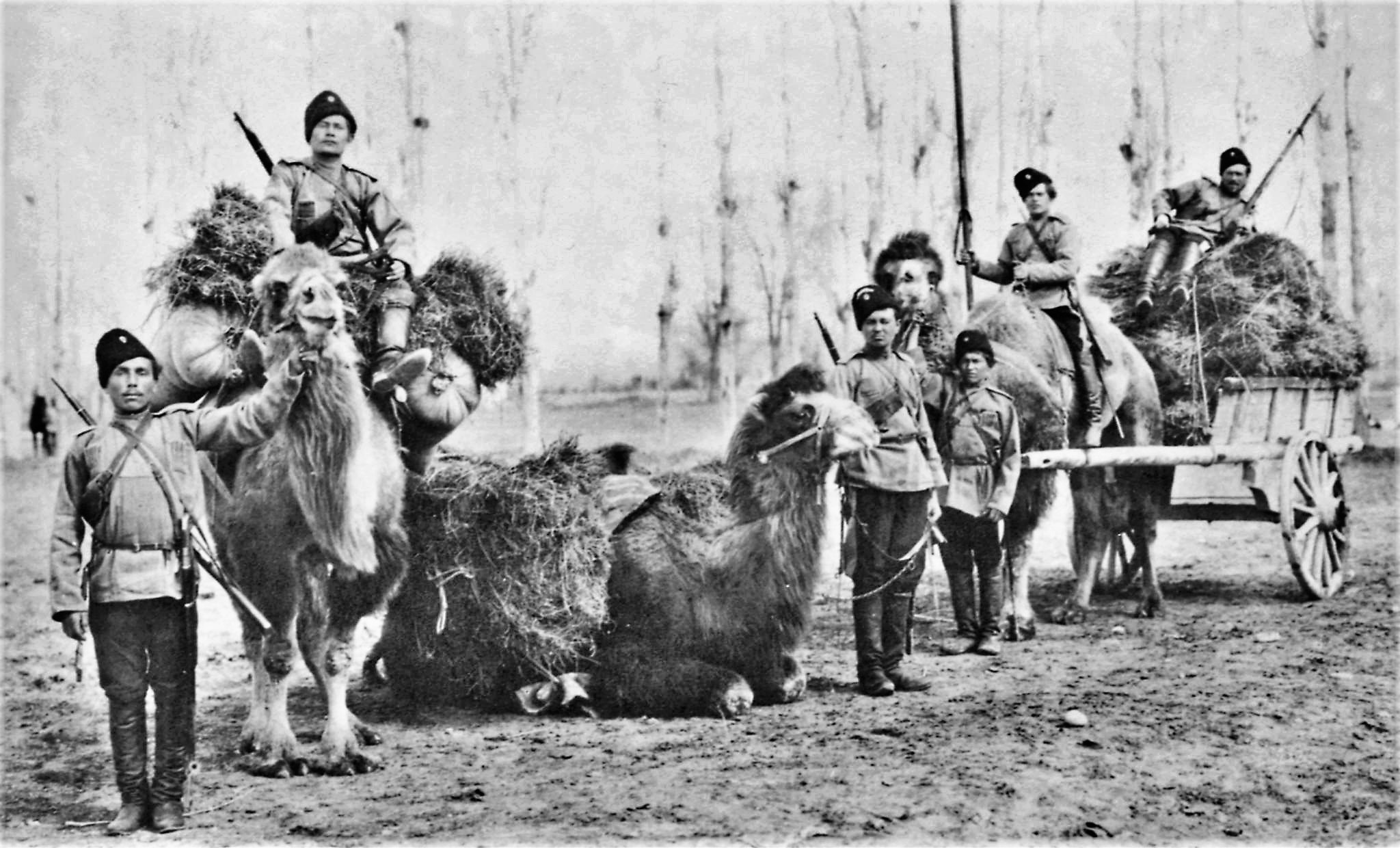
Cosacs d'Orenburg

Els russos varen construir-la com una fortalesa cap a l'any 1734. La colònia prengué el nom d'Orsk. Hi va haver una temptativa fallida de fundar un altre Orenburg a l'actual Krasnogor, 250 km al sud de l'actual, que va arribar a ser el centre dels cosacs d'Orenburg. Amb la incorporació de l'Àsia central a l'Imperi Rus, Orenburg va esdevenir un centre comercial i nus ferroviari amb l'Àsia central i Sibèria. El març de 1918, durant la Guerra Civil russa els bolxevics es van revoltar a Orenburg i van enderrocar el govern provisional de l'Idel Ural. Orenburg va ser la capital de la República Socialista Soviètica Autònoma Kirguiz (Kazakhstan) a partir del 1920 fins al 1925. Del 1938 fins al 1957, portà el nom de Txkàlov (Чкалов), en honor del pilot de proves Valeri Txkàlov.